# Astrid Linder
Astrid Linder   (1959) és una enginyera i investigadora sueca en seguretat de vehicles de motor. El novembre de 2023, Linder va ser nomenada a la llista de les 100 dones de la BBC.

## Carrera
Doctora en enginyeria mecànica en l'àmbit de la seguretat del trànsit l'any 2002, ha treballat en la seguretat tant d'homes com de dones durant els accidents de trànsit, però el seu treball pioner se centra a abordar la seguretat de les dones en accidents de trànsit, que corren el doble de risc que els conductors homes. Linder defensa la igualtat d'avaluació de la seguretat per a homes i dones, ja que el maniquí d'impacte utilitzat sovint per la indústria (basat en la morfologia masculina) no té en compte la distribució del pes i les respostes dinàmiques de les dones. Com a solució, Linder, juntament amb els seus col·legues, van desenvolupar EvaRID: un maniquí de prova de xoc virtual femení mitjà antropomòrfic per a l'avaluació de la seguretat de les dones als vehicles. EvaRID té el potencial de ser una eina instrumental per avaluar la seguretat de les dones conductores als cotxes.
La seva experiència inclou biomecànica, cinemàtica dels ocupants, prevenció de lesions per accidents de vehicles, simulacions matemàtiques i proves dinàmiques. Actualment, ocupa el càrrec de professora de seguretat del trànsit a l'Institut Nacional de Recerca de Carreteres i Transports de Suècia i és professora adjunta a la Universitat Tecnològica de Chalmers.